# أجهزة الجسم
يتكون الجسم البشري من عدة أجهزة مصنفة فيزيولوجياً، أي استناداً إلى علم وظائف الأعضاء (الفيزيولوجيا). والأجهزة هي كالتالي:
- الدوري: ضخ الدم في كافة أنحاء الجسم
- الهضمي: معالجة الغذاء بالفم والمعدة والأمعاء
- جهاز الغدد الصماء: الاتصال بين الأعضاء باستعمال الهرمونات
- المناعي/اللمفاوي: الدفاع عن الجسم ضد العناصر المسببة للمرض
- العضلي: حركة الجسم باستعمال العضلات والأربطة والأوتار
- العصبي: جمع وتحويل ومعالجة المعلومات وإرسال الأوامر باستعمال الدماغ والنخاع الشوكي والأعصاب

- أجهزة الإحساس: جزء من العصبي وهي الحواس الخمس

- التناسلي: أعضاء الجنس
- التنفسي: إدخال جزيئات الأُكسجَن وطرد جزيئات ثاني أُكسيد الكاربون، أهم أعضائه الرئتان
- الهيكلي العظمي: الدعم والحماية الهيكلية من خلال العظام
- الإخراجي: الكليتان والكبد والجلد

- البولي: استخلاص وطرح البول عن طريق الكليتان والتراكيب المرتبطة
- اللحافي: الجلد ومشتقاته (أي الشعر والأظافر)